# 하남 분기점
하남 분기점(河南分岐點, Hanam Junction, 하남JC)은 경기도 하남시 춘궁동과 덕풍1동, 그리고 천현동에 걸쳐 설치된 중부고속도로와 수도권제1순환고속도로가 만나는 분기점이며 중부고속도로의 종점이다.

## 연혁
- 1987년 12월 31일 : 분기점 신설을 위해 신장 도시계획시설 교통광장에 광주군 서부면 춘궁리 일원을 신장 분기점으로 고시[1]
- 1991년 10월 31일 : 서울외곽순환고속도로 판교 ~ 하남 구간 개통과 함께 통행 개시[2]
- 1998년 3월 7일 : 분기점 개량을 위해 하남시 도시계획시설 교통광장 변경[3]

## 구조물 정보
- 위치: 경기도 하남시 춘궁동, 덕풍1동, 천현동

## 접속하는 노선

### 대전방면
- 중부고속도로 (43번)

### 성남・구리방면
- 수도권제1순환고속도로 (5번)